# J. M. DeMatteis
John Marc DeMatteis (né le 15 décembre 1953 à Brooklyn) est un scénariste américain de bande dessinée et de séries télévisées. Il travaille depuis la fin des années 1970 pour l'industrie du comic book de super-héros et a écrit de nombreux scénarios dont Kraven's Last Hunt avec Mike Zeck au dessin.

## Biographie
John Marc DeMatteis naît le 15 décembre 1953 à Brooklyn). Dans sa jeunesse il s'essaie au dessin et à la musique. Il fait ainsi partie de plusieurs groupes éphémères souvent en tant que chanteur. Il écrit aussi des critiques musicales pour de nombreuses revues. Il est accepté à la School of Visual Arts mais finalement décide de ne pas s'y présenter. Il décide plutôt que de dessiner d'écrire des scénarios et propose plusieurs projets à DC Comics. À la fin des années 1970, son premier scénario est accepté par DC. Intitulé The Lady-Killer Craves Blood il ne sera publié qu'au début des années 1980. Le premier scénario publié s'intitule The Blood Boat! et paraît dans le comics Weird War Tales no 70 daté  de décembre 1978. Il écrit surtout des histoires d'horreur et crée les personnages des Creature Commando en novembre 1980 dans  Weird War Tales no 93 et la série I...Vampire en mars 1981 dans House of Mystery no 290. Il quitte ensuite DC pour Marvel où dans un premier temps Jim Shooter lui propose seulement d'écrire des épisodes épars de plusieurs comics. Il obtient ensuite d'être le scénariste des Défenseurs puis de Captain America avec Mike Zeck au dessin et de Marvel Team-Up de novembre 1981 à septembre 1983. C'est aussi à cette période qu'il cesse d'écrire des critiques musicales et de jouer de la musique dans des clubs new-yorkais. 
En 1985, il écrit la série Moonshadow illustrée par Jon J Muth qui est le premier comics dont toutes les planches sont peintes et non dessinées. Puis il écrit un roman graphique mettant en scène le Docteur Strange intitulé Into Shamballa, dessiné par Dan Green et la mini-série Blood dessinée à l'aquarelle par Kent Williams. En 1987, il retrouve Mike Zeck avec qui il produit un moment phare de Spider-Man. Ce récit intitulé La Dernière Chasse de Kraven prend place dans les trois titres de Spider-Man et reste l'un des épisodes les plus populaires de la série. Il revient ensuite chez DC Comics et scénarise la Ligue de justice d'Amérique. Lorsque la série s'arrête après les évènements racontés dans le crossover Legends, DeMatteis coscénarise avec Keith Giffen la série qui la remplace, Justice League International. Il coscénarise aussi la série dérivée Justice League Europe à partir de 1991. 
En 1991, DeMatteis revient chez Marvel et scénarise de nombreux épisodes de Spider-Man. Mais quelques années plus tard, au milieu des années 1990 il écrit plusieurs scénarios pour DC et plus précisément pour la collection Vertigo. Depuis il alterne les travaux pour les deux grands éditeurs et des éditeurs de moindre importance comme Crossgen ou Boom! Studios. On le voit ainsi écrire des épisodes du Spectre et de Wonder Woman chez DC, les Défenseurs chez Marvel, Abadazad pour Crossgen, etc.

## Prix et récompenses
- 2004 : Prix Eisner de la meilleure publication humoristique pour Formerly Known as the Justice League (avec Kevin Maguire et Joe Rubinstein et Keith Giffen)

## Filmographie
- 2017 : Justice League Dark (vidéo) de Jay Oliva (coscénariste)